# Heimer Waidele
Fritiof Heimer Waidele, född 22 oktober 1896 i Söderhamn, död 13 november 1968 i Göteborgs Masthuggs församling, var en svensk företagsledare.
Waidele, som var son till direktör August Waidele och Alma Rosenqvist, avlade studentexamen 1914. Han anställdes vid AB Waidele i Göteborg 1914, var verkställande direktör där 1923–1963 och styrelseordförande från 1963. Han skrev artiklar om gamla violiner. Efter hans död drevs företaget vidare till 1996 av sonen Lars Waidele (1929–2017). De är begravda på Östra kyrkogården i Göteborg. 